# Louis Franchet d'Espèrey
Louis Félix Marie François Franchet d'Espèrey (Mostaganem, 25 maggio 1856 – Albi, 3 luglio 1942) è stato un generale francese della prima guerra mondiale, Maresciallo di Francia dal 1921.

## Biografia
Nato nell'Algeria allora francese, figlio di un ufficiale di cavalleria degli Chasseurs d'Afrique, venne educato all'École spéciale militaire de Saint-Cyr dove si diplomò nel 1876. Assegnato al 1º Reggimento tirallieurs algerini, da giovane tenente si fece le ossa nella campagna di Tunisia del 1881.
Dopo un periodo alla Scuola di guerra, servi nell'Indocina francese, quindi in Cina durante la rivolta dei Boxer, per poi comandare il 60º Reggimento fanteria a Besançon.
Nominato generale di divisione nel 1912, il generale Lyautey gli affidò il comando militare del Marocco. Durante il difficile periodo iniziale del Protettorato a Franchet d'Esperey si dovette buona parte della pacificazione e riordino del Paese.
Richiamato in Francia, nel 1913 ebbe il comando del I Corpo d'armata a Lilla. Allo scoppio della Prima guerra mondiale diede buona prova come comandante nella battaglia delle Frontiere dell'agosto 1914, e come risultato salì rapidamente di grado nel corso della guerra.

Il 3 settembre dello stesso anno il generalissimo Joffre gli affidò il comando della 5ª Armata, in piena ritirata e in pericolo di essere accerchiata e distrutta. Franchet d'Espèrey seppe mostrarsi all'altezza della situazione: ordinando il dietro front ai suoi uomini li lanciò al contrattacco, mentre al suo fianco l'armata del generale French si introdusse nella breccia fra le armate di Bülow e von Kluck: «Il suo ruolo - scrisse Joffre nelle proprie memorie - merita di essere sottolineato davanti alla Storia. Fu lui a rendere possibile la vittoria della Marna».

Franchet d'Espèrey comandò poi il gruppo d'armate Est dal marzo 1916, quindi dal gennaio 1917 il gruppo d'armate Nord.
Perse l'unico figlio Louis, sottotenente di fanteria ucciso a Douaumont, ed anche il fratello, colonnello comandante il 333º Reggimento fanteria.
Venne pesantemente sconfitto dai tedeschi nella Terza battaglia dell'Aisne del maggio 1918. Fu quindi trasferito dal fronte occidentale e nominato comandante delle armate alleate a Salonicco; fra il 15 e il 29 settembre 1918 Franchet d'Esperey, al comando di una forte armata formata da truppe greche (nove divisioni), francesi (sei divisioni), britanniche (quattro divisioni) ed italiane (una divisione), condusse una vittoriosa offensiva sul fronte macedone ottenendo la capitolazione dell'armata tedesco-bulgara e l'uscita della Bulgaria dalla guerra. All'armistizio le sue truppe erano penetrate sino in Ungheria.

Durante quest'ultima campagna si guadagnò, da parte degli ufficiali britannici, il soprannome di "Desperate Frankie".

Nel 1919, a guerra ormai finita, Franchet d'Esperey diresse operazioni contro la Repubblica ungherese dei Soviet.
Fu nominato Maresciallo di Francia il 19 febbraio 1921.

Rappresentò la Francia alla cerimonia di incoronazione dell'imperatore d'Etiopia Hailé Selassié, avvenuta ad Addis Abeba il 2 novembre 1930.

Entrò il 15 novembre 1934 a far parte dell'Académie française.
Deceduto ad Albi nel 1942, riposa nella chiesa di Saint-Louis all'Hôtel des Invalides a Parigi.